# Foradada
Foradada település Spanyolországban, Lleida tartományban. Foradada Alòs de Balaguer, Agramunt, Artesa de Segre, Preixens, Montgai, Cubells és Montclar községekkel határos. Lakosainak száma 195 fő (2024).

## Népesség
A település népessége az utóbbi években az alábbiak szerint változott:
| Lakosok száma | 168  | 804  | 650  | 394  | 161  | 231  | 189  | 182  | 186  | 195  |
|               | 1717 | 1887 | 1936 | 1960 | 1986 | 2004 | 2009 | 2014 | 2019 | 2024 |